# Crast' Agüzza
Crast' Agüzza (v Oberengadinském dialektu Ostrá hrana, dříve také Cresta güzza) je 3854 metrů vysoká hora nalézající se v horské skupině Bernina na státní hranici mezi Itálií a Švýcarskem.

## Poloha
Vrchol je na severu ohraničen ledovcem Morteratsch a na jihu horním ledovcem Scerscen. Bezprostředně na severozápadě leží Fuorcla Crast' Agüzza (3 601 m); podle Collomba se jedná o "nejdůležitější ledovcový průsmyk napříč centrálními Bernskými Alpami; polohou je srovnatelný s Col du Géant v pohoří Mont Blanc."

## Dostupnost
Výchozími body pro túry na vrchol jsou horské chaty Diavolezza, Rifugio Marinelli Bombardieri, Rifugio Marco e Rosa nebo Tschiervahütte.

## Geologie
Pohoří Bernina a Crast' Agüzza vznikly během alpské orogeneze. Střetávají se zde dvě tektonické desky: euroasijská na severu a jadranská na jihu. Pohoří Bernina leží severně od linie Insubria, tj. na euroasijské straně kontaktní linie mezi oběma tektonickými deskami. Euroasijská deska se rozděluje na dvě části (horní a dolní kůra), mezi nimiž prochází Jadranská deska. Pohoří Bernina je fragmentem kusů Jadranské desky, které od ní odtrhla svrchní kůra Euroasijské desky. Berninské pohoří je tedy tvořeno horninami z Jadranské desky, zatímco se nachází na Euroasijské desce.
Crast' Agüzza je tvořena převážně žulou.

## Historie výstupů
První skupinu, která průsmyku Fuorcla Crast' Agüzza dosáhla (ze severu), tvořili 23. července 1861 E. S. Kennedy a J. F. Hardy s průvodci Peterem a F. Jennym a A. Flurym. První skupinu, která tento průsmyk překonala, tvořili Francis Fox Tuckett a E. N. Buxton s průvodci Peterem Jennym, Christianem Michelem a Franzem Binerem 28. července 1864.
Prvovýstup na vrchol uskutečnili 17. července 1865 Johann Jakob Weilenmann, Josef Anton Specht a dva horští vůdci Franz Pöll a Jakob Pfitschner z Alp Misaun .
Obvyklý výstup na vrchol vede po skalnatém východním hřebeni z rozsedliny Fuorcla da l'Argient. Touto cestou poprvé vystoupil Emil Burckhardt s Hansem Grassem a Peterem Eggerem v srpnu 1874.
Hora je místně známá jako Engadinský Matterhorn. 